# Антонимина
Антонимѝна (на италиански: Antonimina) е село и община в Южна Италия, провинция Реджо Калабрия, регион Калабрия. Разположено е на 327 m надморска височина. Населението на общината е 1354 души (към 2012 г.).